# 济赫姆
济赫姆（荷蘭語：Zichem，荷蘭語發音：[ˈzɪxɛm]）是比利时弗拉芒大區弗拉芒布拉班特省的一个村庄。济赫姆原为一独立市镇，1977年，济赫姆与市镇阿弗尔博德、梅瑟尔布鲁克、泰斯特尔特、卡赫芬讷和斯海彭赫弗尔合并为市镇斯海彭赫弗尔-济赫姆。